# Dekanat Kożuchów
Dekanat Kożuchów – jeden z 30 dekanatów należący do diecezji zielonogórsko-gorzowskiej, metropolii szczecińsko-kamieńskiej, Kościoła rzymskokatolickiego w Polsce.

## Władze dekanatu
- Dziekan: ks. kan. dr Mariusz Dudka (od 23.09.2021)
- Wicedziekan: ks. Adam Koźmiński (od 6.09.2018)
- Dekanalny ojciec duchowny: ks. Jan Makowski (od 6.11.2012)
- Dekanalny duszpasterz młodzieży i powołań: ks. Michał Szot (19.09.2022)

## Parafie
- Borów Wielki – parafia pw. św. Wawrzyńca
  - Siecieborzyce – kościół filialny pw. Matki Bożej Częstochowskiej
  - Siecieborzyce – kaplica cmentarna
- Broniszów – parafia pw. św. Anny
  - Zielona Góra (Jarogniewice) – kościół filialny pw. św. Antoniego
  - Kamionka – kościół filialny pw. Miłosierdzia Bożego
  - Radwanów – kościół filialny pw. Matki Bożej Fatimskiej
  - Urzuty – kościół filialny pw. Narodzenia Najświętszej Maryi Panny
- Bytom Odrzański  – parafia pw. św. Hieronima
- Kożuchów  – parafia pw. Matki Bożej Gromnicznej
  - Kożuchów – kościół pomocniczy pw. Ducha Świętego
  - Solniki – kościół filialny pw. św. Anny
  - Stypułów – kościół filialny pw.  św. Jadwigi
  - Kożuchów – kaplica św. Elżbiety ss. Elżbietanek
  - Kożuchów – kaplica Miłosierdzia Bożego w Domu Pomocy Społecznej
  - Lasocin  – kaplica pw. Najświętszego Serca Pana Jezusa
- Miłaków  – parafia pw. św. Bartłomieja Apostoła
  - Bukowica – kościół filialny pw. św. Andrzeja Apostoła
  - Zimna Brzeźnica – kościół filialny pw. Matki Bożej Częstochowskiej
  - Żuków – kościół filialny pw. Najświętszej Maryi Panny Bolesnej
- Mirocin Górny – parafia pw. św. Jerzego
  - Mirocin Dolny – kościół filialny pw.  Wniebowzięcia Najświętszej Maryi Panny
  - Wichów – kościół filialny pw.  św. Marcina
  - Przylaski – kościół filialny pw. Matki Bożej Fatimskiej
- Nowe Miasteczko – parafia pw. św. Marii Magdaleny
  - Borów Polski – kościół filialny pw. św. Klemensa
  - Gołaszyn – kościół filialny pw. św. Marcina
  - Nowe Miasteczko – kościół filialny pw. Opatrzności Bożej
  - Popęszyce – kościół filialny pw. św. Michała
  - Rejów – kaplica w byłej szkole[1]